# Maconha: coletânea de trabalhos brasileiros
Maconha: coletânea de trabalhos brasileiros é um livro publicado em 1958 que reúne artigos com abordagem diversas, mas todos voltados a temáticas relacionadas à maconha. A coletânea foi elaborada a pedido do Ministério da Saúde.

## História
No ano de 1956, o Ministério da Saúde, por meio do Serviço Nacional de Educação Sanitária e da Comissão Nacional de Fiscalização de Entorpecentes (CNFE),  organizou ouma reunião nacional sobre a maconha. O resultado da reunião foi publicado dois anos mais tarde, em 1958, na forma de livro. Os artigos contidos no livro se mostram como um importante registro histórico da cannabis no Brasil. Os trabalhos foram cunhados sob diversos títulos alarmantes, como, por exemplo, "os males da maconha", "maconha - ópio do Brasil", "maconhismo e alucinaçóes".
| “ | Vinte e oito artigos estão presentes nesta publicação. Todos descrevem e comentam efeitos da maconha em usuários, sem maiores detalhes de metodologia ou resultados de pesquisa experimental. Os autores, de vários Estados do país, revelam até pelos títulos de suas contribuições uma postura mundial comum àquele período: condenação pura e simples da maconha como se fosse uma droga diabólica ("Os fumadores de maconha: efeitos e males do vício"; "Sobre o vício da maconha"; Vício da diamba"; "O cânhamo ou diamba e seu poder intoxicante"; "Os perigos sociais da maconha"; "Aspectos do maconhismo em Sergipe"; "Diambismo ou maconhismo: vício assassino"; "A ação tóxica da maconha produzida no Brasil"; "Estudo dos distúrbios nervosos produzidos pela maconha", entre outros). | ” |
|   | — Elisaldo Carlini, 2010, . |   |